# Hasti Gul
Hasti Gul Abid (sinh ngày 1 tháng 1 năm 1984) là 1 vận động viên cricket người Afghanistan. Gul là 1 right-handed batsman và ném kiểu right-arm medium pace hiên chơi cho đội tuyển Afghanistan.

## Liên kết khác
- Hasti Gul on Cricinfo
- Hasti Gul on CricketArchive